# Radek Kampf
Radek Kampf (* 8. října 1964, Litoměřice, Československo) je bývalý český profesionální hokejový útočník a současný hokejový trenér. V současnosti je trenérem HC Klatovy.

## Život a hráčská kariéra
Radek Kampf se narodil v Litoměřicích a ve svých šestnácti letech debutoval v národní lize. V letech 1986–2000 působil zejména v české extralize za tým HC Plzeň a strávil sezónu i v německém Weidenu. Za Plzeň nastoupil v sezoně 1996–97 do 48 utkání a připsal si 12 gólů a 7 asistencí 

## Zranění a zastavená reprezentační kariéra
Zlomový moment přišel koncem roku 1991, když měl vážnou dopravní nehodu těsně po kvalifikačním kempu národního týmu. Zlomená holenní kost a prasklá čéška ohrozily jeho olympijské ambice a možnost další mezinárodní kariéry.

## Návrat na led a pozdější roky
Po několika operacích se vrátil do extraligy v sezoně 1993–94. Následně si zahrál v Itálii a Německu, než ukončil aktivní kariéru. 

## Trenérská činnost
Po ukončení hráčské kariéry se vrátil do Plzně. Působil jako asistent trenéra u mládeže a juniorského týmu. Trénoval různé věkové kategorie včetně reprezentační šestnáctky České republiky. V současnosti je trenérem HC Klatovy.